# Мартинес, Томас (футболист)
Томас Мартинес (исп. Tomás Martínez; 7 марта 1995, Беккар, Буэнос-Айрес, Аргентина) — аргентинский футболист, полузащитник клуба «Мельгар».

## Клубная карьера
Томас занимался в системе клуба «Ривер Плейт» с шести лет. Он считался одним из самых перспективных игроков академии и обращал на себя внимание таких клубов, как «Арсенал» и «Барселона». Полузащитник дебютировал за свой родной клуб 24 апреля 2013 года в матче Кубка Аргентины против буэнос-айресского «Эстудиантеса», заменив во втором тайме Мауро Диаса. В аргентинской Примере дебютировал 23 июня 2013 года во встрече с «Сан-Мартином» из Сан-Хуана. Это был его единственный матч в чемпионате в дебютном сезоне. В 2014 году он девять раз появлялся на поле, в основном выходя на замену, и отдал три голевые передачи.
18 августа 2015 года Мартинес отправился в аренду в клуб испанской Сегунды «Тенерифе» на сезон 2015/16.
В феврале 2016 года «Ривер Плейт» досрочно вернул Мартинеса из «Тенерифе» и отдал его в аренду клубу «Дефенса и Хустисия». За «Дефенсу и Хустисию» он дебютировал 7 февраля в матче против «Униона» из Санта-Фе. 17 февраля в матче против «Атлетико де Рафаэла» забил свой первый гол в аргентинской Примере.
2 июля 2016 года Мартинес перешёл в клуб чемпионата Португалии «Брага», подписав контракт на пять сезонов. Дебютировал за «Брагу» 22 августа в матче против «Риу Аве».
17 июля 2017 года Мартинес перешёл в клуб MLS «Хьюстон Динамо», подписав контракт молодого назначенного игрока. В американской лиге дебютировал 12 августа в матче против «Сан-Хосе Эртквейкс», заменив на 62-й минуте Рикардо Кларка. 27 сентября в матче против «Лос-Анджелес Гэлакси» забил свой первый гол за «Хьюстон Динамо». В январе 2019 года Мартинес получил грин-карту и в MLS перестал считаться иностранным игроком. По окончании сезона 2020 «Хьюстон Динамо» не стал продлевать контракт с Мартинесом.
В начале 2021 года Мартинес вернулся в «Дефенсу и Хустисию».

## Карьера в сборной
В составе молодёжной сборной Аргентины Томас выступил на молодёжном чемпионате Южной Америки 2015. Он был ведущим полузащитником команды.

## Достижения
«Ривер Плейт»
- Чемпион Аргентины: 2014 (Финаль)
- Обладатель Южноамериканского кубка: 2014
- Обладатель Рекопы Южной Америки: 2015
- Обладатель Кубка Либертадорес: 2015

«Хьюстон Динамо»
- Обладатель Открытого кубка США: 2018

Сборная Аргентины
- Чемпион Южной Америки (мол.): 2015